# Mandasta
Mandasta är en ort i Honduras.   Den ligger i departementet El Paraíso, i den södra delen av landet, 50 km sydost om huvudstaden Tegucigalpa. Mandasta ligger 1 251 meter över havet och antalet invånare är 940.
Terrängen runt Mandasta är kuperad åt nordost, men åt sydväst är den bergig. Runt Mandasta är det glesbefolkat, med 8 invånare per kvadratkilometer. Närmaste större samhälle är Güinope, 16,7 km norr om Mandasta. Omgivningarna runt Mandasta är en mosaik av jordbruksmark och naturlig växtlighet.